# Chauffeur de maître
Un chauffeur de maître ou « chauffeur de direction » est un conducteur automobile de personnes, de biens et/ou d'animaux « au moyen d'un véhicule léger d'une capacité de moins de 9 personnes ».

## Fonction
Le chauffeur de maître est un titre classifié, celui-ci n'a pas besoin de diplôme pour exercer et n'est pas à confondre avec le chauffeur de VTC.
Le permis B est exigé et doit être détenu depuis au moins 2 ans. Selon le type de mission, il peut-être emmené, suivant ses missions, à devoir détenir des certificats, formations ou autorisations selon France Travail.

## Missions
Une liste plus exhaustive de ces compétences sont décrites sur le site Hellowork parmi lesquels on trouve :
- Prestations de transports de personnes ;
- Transport d'animaux à condition d'avoir un agrément de la préfecture[1] ;
- Avoir une conduite « fluide et agréable », respecter le Code de la route et les règles de sécurité « des biens et des personnes » ;
- Être garant du bon fonctionnement de son véhicule ;
- Réaliser des tâches administratives liées à son activité.

Il peut-être également chauffeur de taxi ou de VTC s'il a le certificat correspondant ou la carte professionnelle.
Une formation aux premiers secours peut-être demandée ainsi qu'un casier judiciaire vierge. Il peut avoir une clientèle aisée qu'il doit satisfaire en ayant des compétences comme une bonne présentation et la maîtrise d'une ou plusieurs autres langues étrangères.

## Historique

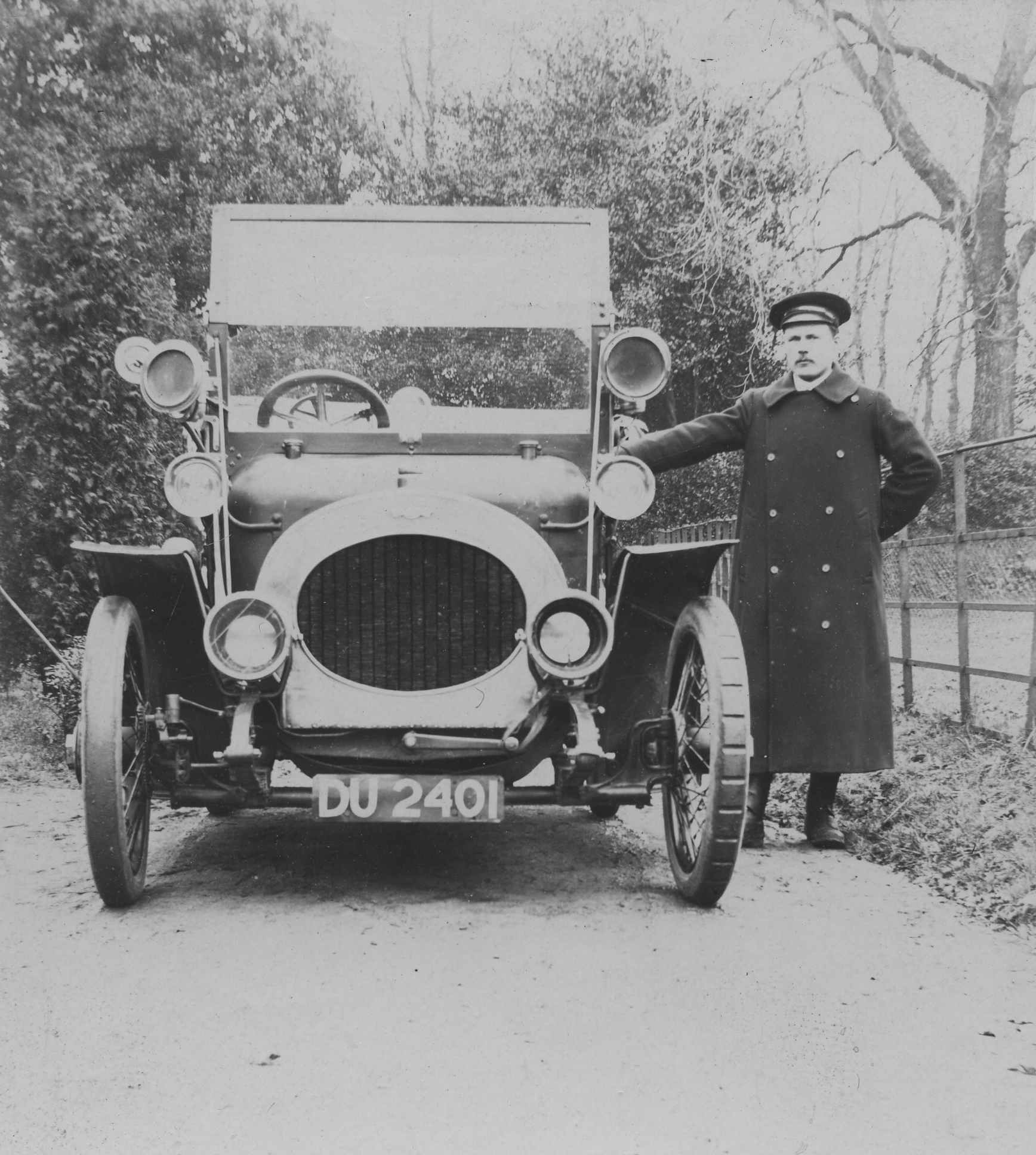
Chauffeur de maître, vers 1910.

Son ancêtre selon le site Hellowork, serait le cocher qu'il aurait remplacé avec l'apparition de la voiture.
Dans les années 1920, les chauffeurs portaient des manteaux de style militaire, parfois des cols d'astrakan ainsi que des gantelets.